# Vasilis Karras
Pour les articles homonymes, voir Karras.
Vasilis Karras (en grec moderne : Βασίλης Καρράς, Vasílis Karrás ; de son vrai nom : Βασίλειος Κεσογλίδης, Vasílios Kesoglídis), né le 12 novembre 1953 au Kokkinochori à Kavala et mort à Thessalonique le 24 décembre 2023, est un chanteur folk grec spécialisé dans les chants populaires grecs sur l'amour. 
Sa marque est sa voix lourde et son style de chant unique, qui font de lui un chanteur de laïko très populaire en Grèce et plus particulièrement à Thessalonique, où il a grandi. Son plus grand succès est l'album M'echeis kanei aliti avec près de 180 000 ventes.

## Biographie
Vasilis Karras naît le 12 novembre 1953. Il a des origines pontiques.
À l'âge de 17 ans, Vasilis perd son père.
Il est marié et a une fille.
Vasilis Karras meurt à Thessalonique le 24 décembre 2023, âgé de 70 ans.

## Discographie
- Alismonites ores (1980)
- Ti les kale (1982)
- Giati na horisoume (1984)
- Mi hathis (1985)
- Apoklistika gia sena (1986)
- Apo ti Thessaloniki me agapi (1987)
- Mia bradia sti Thessaloniki (1988)
- Afti h nyxta (1989)
- Eisai pantou (1990)
- Lege oti thes (1991)
- Asteria tou Borra (1991)
- Den pao pouthena (1992)
- Tragoudia ap'to sirtari (1992)
- Nichta xelogiastra (1993)
- Pos tolmas (1993)
- O ilios tou himona me melagholi (1993)
- Sti Saliniki mia fora (1994)
- Hreose to se mena (1994)
- Mia bradia sta nea dilina (1995)
- xronia (1995)
- Ftes esi (1995)
- Tilefonise mou (1996)
- Erxome (1996)
- M'echis kani aliti (1997)
- S'ena bradi oti zisoume (1997)
- Brechi sti Thessaloniki (1997)
- Fenomeno (1998)
- Astin na leei (1999)
- Epistrefo (1999)
- 20 xronia (1999)
- I megaliteres epitichies (2000)
- Mabri lista (2000)
- Girise (2001)
- Ta dika mou tragoudia (2002)
- Logia tis nichtas (2002)
- Pare to dromo ke ela (2003)
- Basilis Karras DVD (2004)
- Telos (2004)
- Ola ena psema (2005)
- Oneira (2007)
- Ola mou ta hronia live (2008)
- Opos palia (2009)
- Ax monaksia mou (2010)
- Gia Ton Idio Anthropo Milame (2012)
- Sta eipa ola
- Etsi laïka